# Boulevard de Dixmude
Le boulevard de Dixmude est une voie du 17e arrondissement de Paris, en France.

## Situation et accès
Le boulevard de Dixmude est une voie publique située dans le 17e arrondissement de Paris. Il débute au 11, avenue de la Porte-de-Villiers et se termine avenue de Salonique.

## Origine du nom

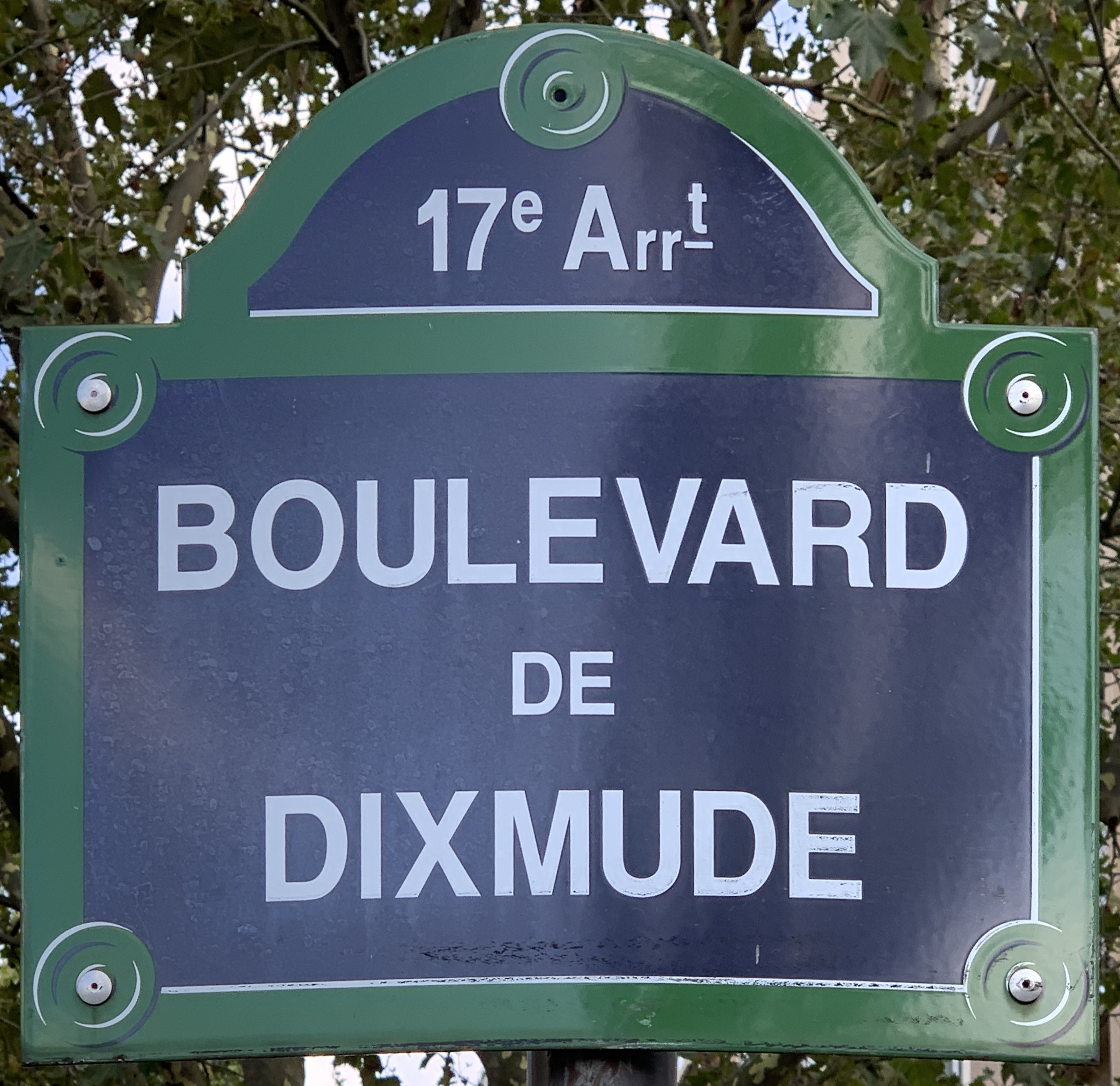
Plaque du boulevard.

Cette rue porte le nom de la ville belge située sur l'Yser où la brigade de fusiliers marins de l'amiral Ronarc'h résista à l'invasion allemande de 1914.

## Historique
Ce boulevard est une section de l'ancienne route de la Révolte, également appelée chemin de grande communication no 16, qui était située autrefois pour partie sur le territoire de Neuilly-sur-Seine, annexé à Paris par décret du 18 avril 1929.
Elle porte son nom actuel depuis 1931.
Les usines Rosengart se trouvaient sur ce boulevard (2 à 36, boulevard de Dixmude) jusqu'à la disparition de cette marque en 1955.